# Megoura viciae
Megoura viciae är en insektsart som beskrevs av Buckton 1876. Megoura viciae ingår i släktet Megoura och familjen långrörsbladlöss. Arten är reproducerande i Sverige.

## Underarter
Arten delas in i följande underarter:
- M. v. abchasica
- M. v. viciae